# Myriophyllum
Myriophyllum (milenrama de agua) es un género de alrededor de 45 especies de plantas acuáticas de agua dulce con una distribución cosmopolita. Comprende 106 especies descritas y de estas, solo 19 aceptadas.

## Descripción
Estas plantas acuáticas tienen hojas espiraladas, finamente pinnadas. Las hojas que emergen sobre el agua están más rígidas y pequeñas que las sumergidas de la misma planta.Las flores son pequeñas con cuatro pétalos y salen de las axilas de las hojas o en una vara floral terminal emergente. 
Muchos animales, como los peces, comen sus frutos y hojas, y los roedores la planta entera.
Varias especies de Myriophillum se han convertido en malezas en cuerpos de agua estadounidenses. Pueden ser combatidas con el herbicida diquat. También con control mecánico, pero cada fragmento de planta triturada puede ser un nuevo espécimen clonar.
El manejo mecánico incluye el uso de segadoras, con un trabajo parecido al de los lawn. Para ser efectivo debe cortarse antes de la floración.

## Taxonomía
El género fue descrito por  Carlos Linneo y publicado en Species Plantarum 2: 992. 1753. La especie tipo es: Myriophyllum spicatum.
Etimología
Myriophyllum: nombre genérico que deriva del griego μυρίος - murios y que significa "diez mil, muy numeroso" y φύλλον - phullon (hoja).

## Especies seleccionadas
- Myriophyllum alterniflorum.
- Myriophyllum aquaticum.
- Myriophyllum diccocum.
- Myriophyllum elatinoides.
- Myriophyllum farwellii.
- Myriophyllum heterophyllum.
- Myriophyllum hippuroides.
- Myriophyllum humile.
- Myriophyllum laxum.
- Myriophyllum matogrossense.
- Myriophyllum pinnatum.
- Myriophyllum quitense .
- Myriophyllum sibiricum.
- Myriophyllum spicatum.
- Myriophyllum tenellum.
- Myriophyllum tuberculatum.
- Myriophyllum ussuriense.
- Myriophyllum variifolium.
- Myriophyllum verrucosum .
- Myriophyllum verticillatum.